# Саура-пурана
Саура-пурана (санскр. सौर पुराण saura purāņa) — одна из шиваитских упа-пуран. Небольшая по своему объёму — все печатные издания имеют по 69 глав. Эта пурана упоминается в списке упа-пуран в Брахма-пуране. Есть мнение, что существующие ныне редакции текста отличаются от существовавших ранее.
Хотя название пураны и соотносится с названием школы Саурья, сам текст посвящён Шиве и Парвати: в нём восхваляется Варанаси, описываются его различные священные места (тиртхи и Линги, находящиеся в этом городе. Несколько глав посвящены почитанию Деви и краткие описания Пуран. В главе 31 рассказывается история Пурураваса и Урваши. Главы 38-40 содержат полемику с Мадхвой, крупным средневековым вайшнавским философом.
Саура-пурана издавалась дважды: в 1889 году в Anandashrama (Anandashrama Sanskrit Series 18) в Пуне и в 1908 в Vangavasi Press в Калькутте (вместе с переводом на бенгали). Оба издания практически идентичны друг другу. Переводов на европейские языки не существует и научные исследования текста практически отсутствуют.